# Beloit College
Pour les articles homonymes, voir Beloit.
Le Beloit College est un collège d'arts libéraux américain fondé en 1846 à Beloit dans le Wisconsin. 

## Histoire
Le Beloit College est fondé par le groupe Friends for Education, constitué de sept pionniers de la Nouvelle-Angleterre peu après leur arrivée dans le territoire du Wisconsin. La charte de création est promulguée le 2 février 1846. Le premier bâtiment (alors appelé Middle College) est construit en 1847. Les premiers cours se déroulent à l'automne 1847, et les premiers diplômes sont décernés en 1851.
Le premier président est Aaron Lucius Chapin, qui exerce ses fonctions de 1849 à 1886.
Le collège accueille des femmes dès l'automne 1895. En 1904, neuf ans après son ouverture aux femmes, Grace Ousley est la première étudiante afro-américaine diplômée de l'université.
Bien qu'indépendant aujourd'hui, le collège est historiquement associé à la tradition congrégationaliste.

## Campus
Le campus de Beloit est situé dans le quartier historique de Near East Side.

## Étudiants
- Matthew Aid, historien
- Roy Chapman Andrews, naturaliste
- Adolph Dubs, diplomate
- Charles Eastman, médecin
- Anne Friedberg, universitaire
- Kerwin Mathews, acteur
- Lorine Niedecker, poète américaine
- John Pasquin, cinéaste
- Madeleine Roux, écrivaine
- William Vandivert photographe
- Amy Wright, actrice

## Enseignants
- Lawton S. Parker, peintre
- Bei Dao, poète
- Thomas Chrowder Chamberlin, ancien étudiant du collège, géologue, fondateur du Journal of Geology
- Merle Curti, historien, prix Pulitzer d'histoire (1944)
- George Ellery Hale, astronome
- Edward Hoagland, essayiste
- Ursula K. Le Guin, écrivaine
- John Ostrom, paléontologue

## Galerie

Beloit College
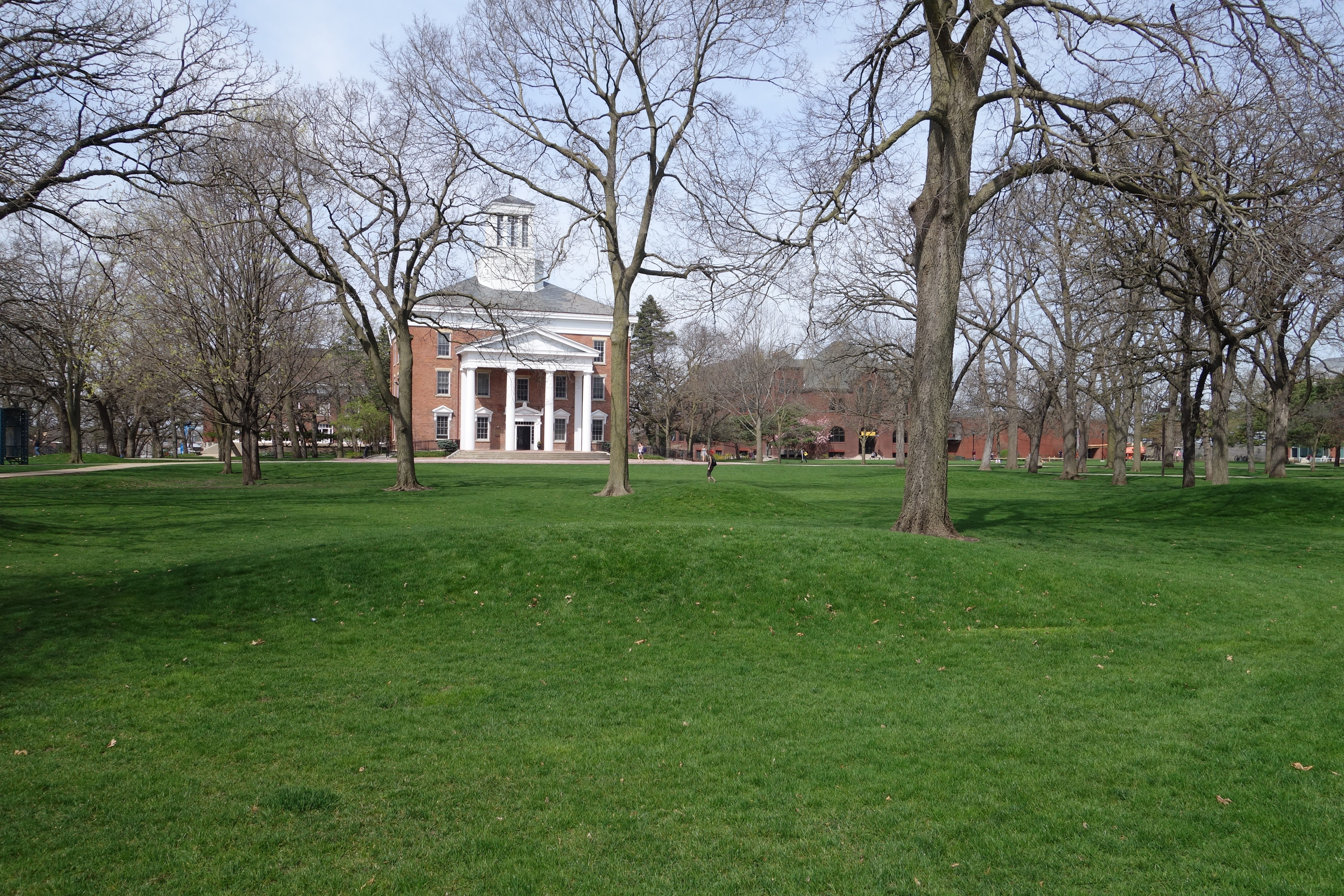
Middle College
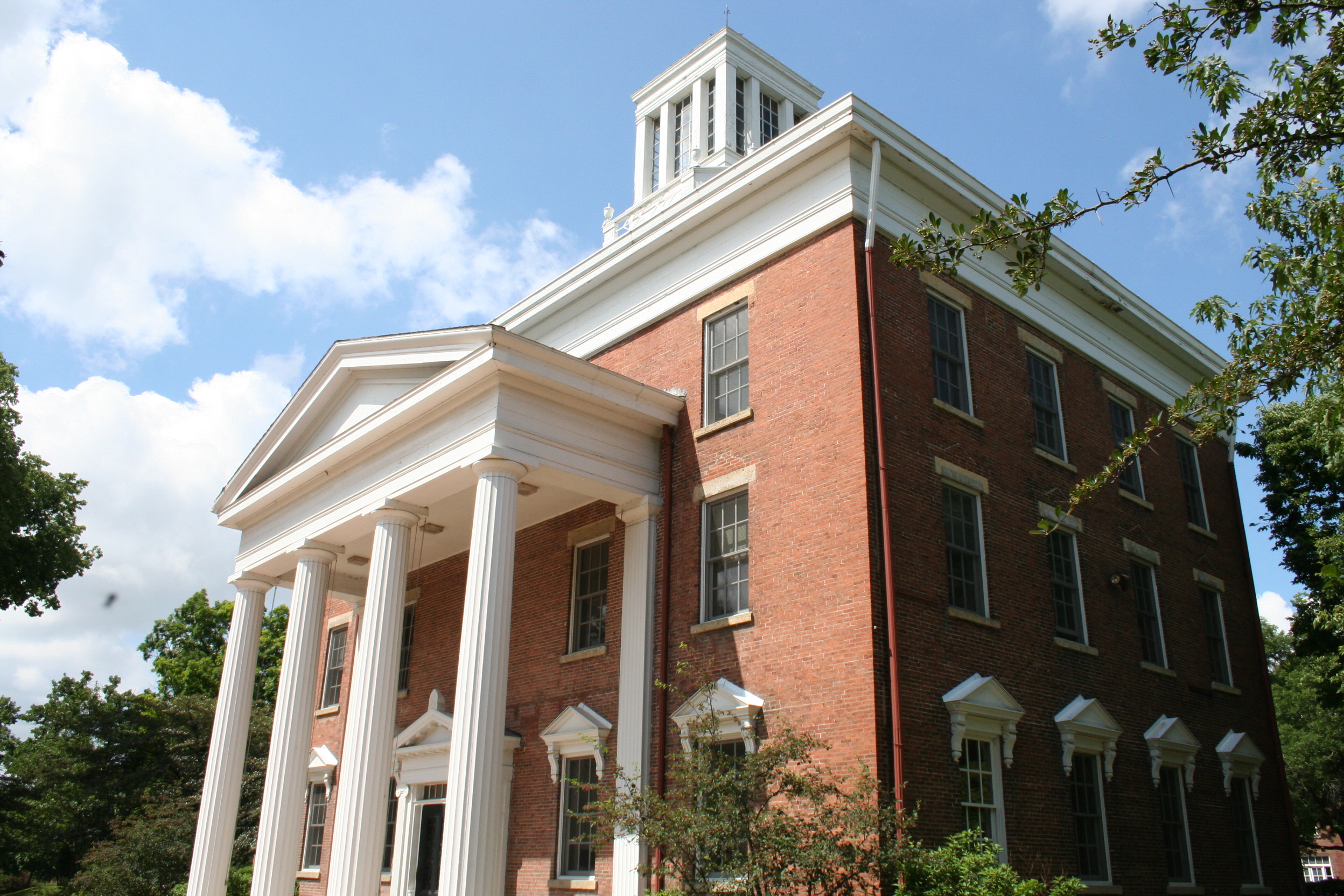
Middle College
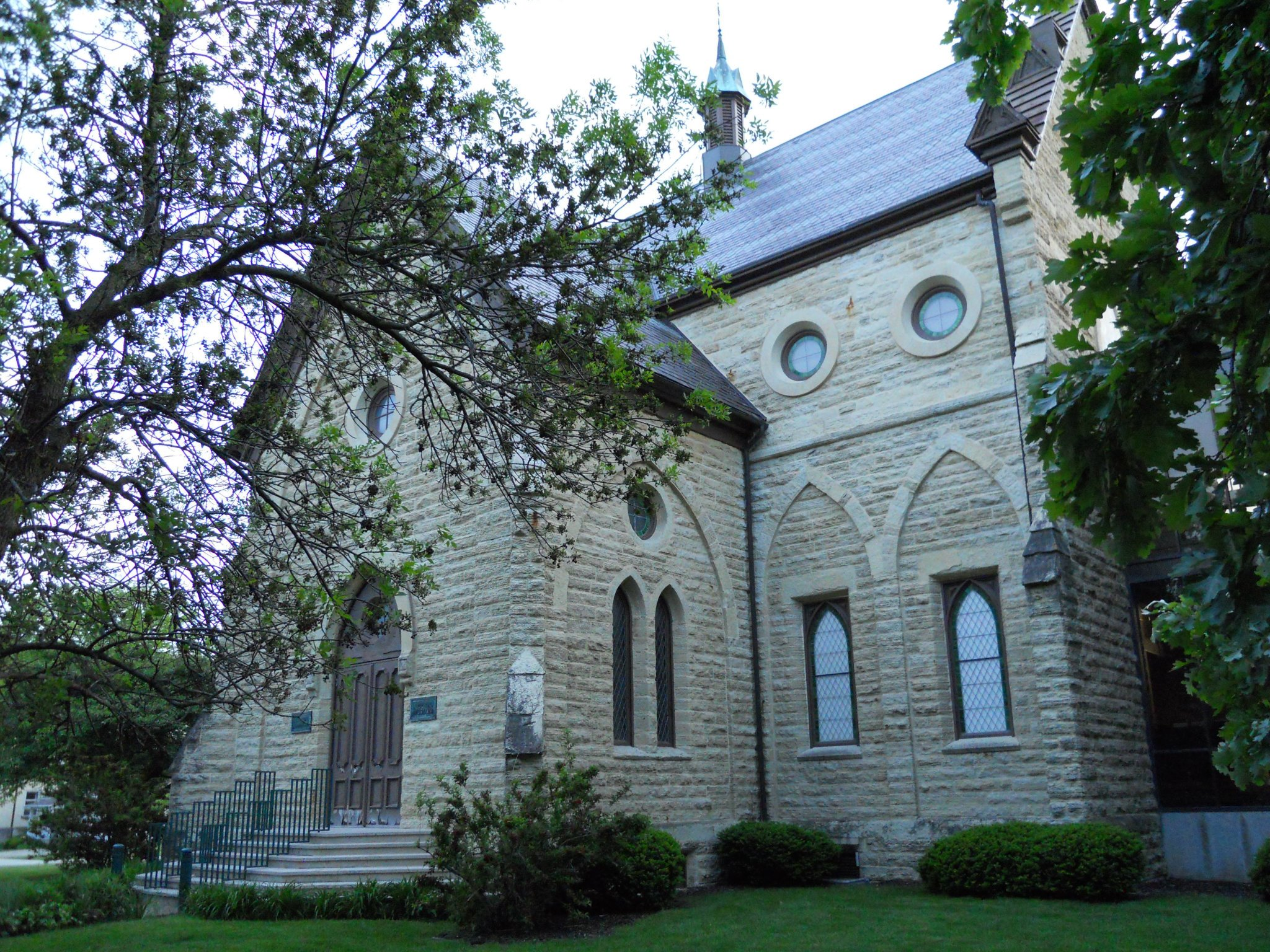
Logan Museum of Anthropology
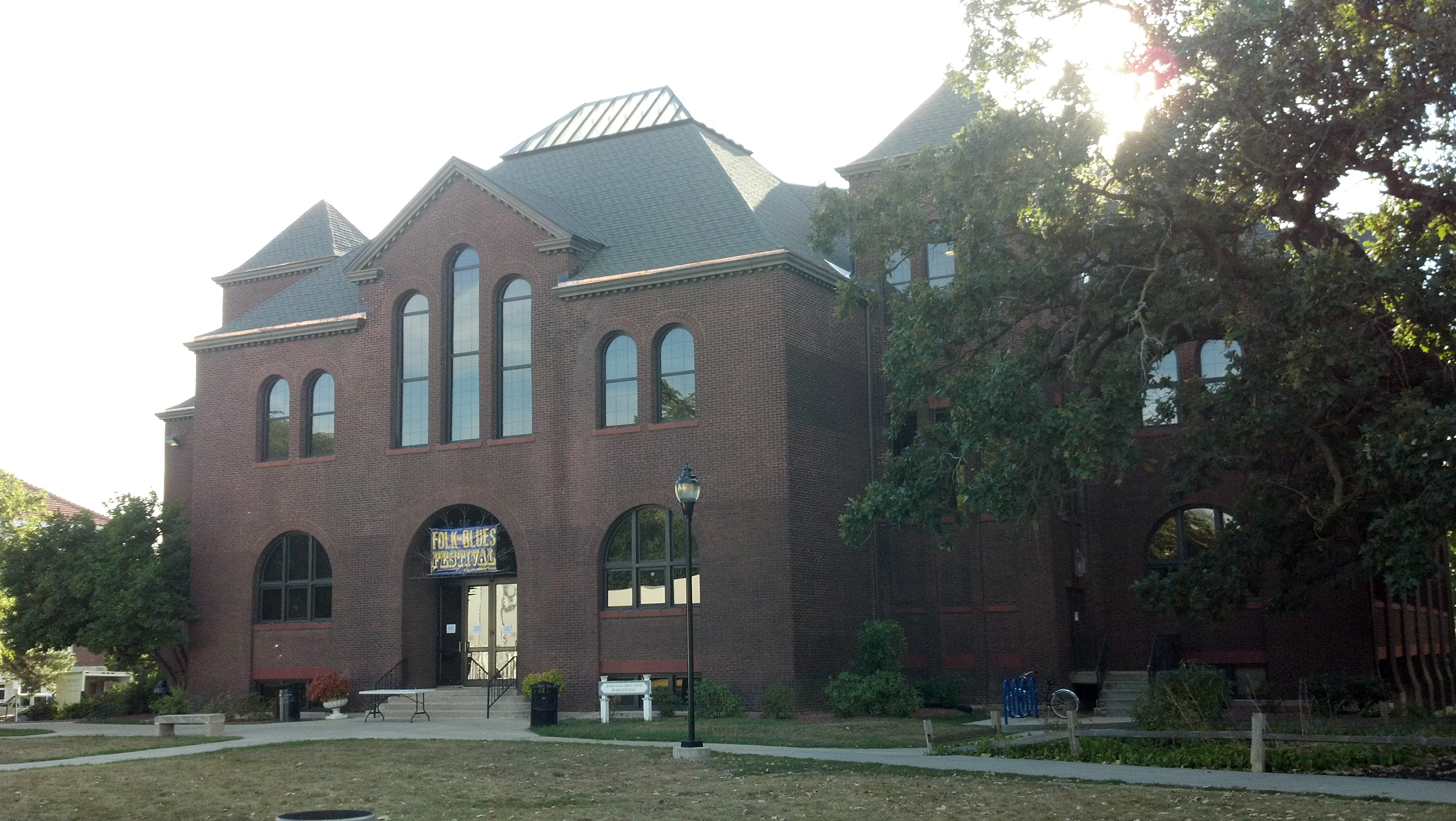
Pearsons Hall of Science
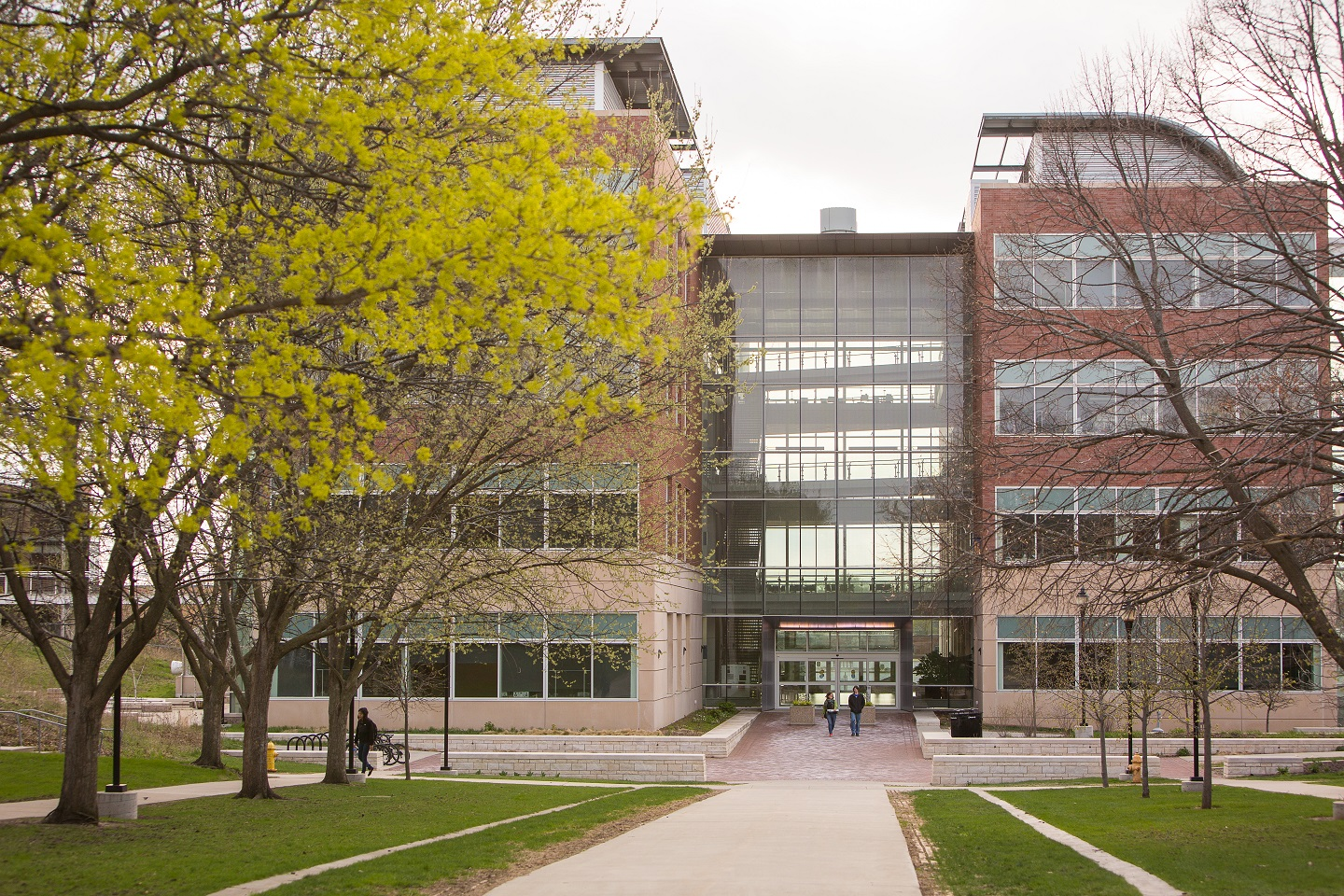
Pôle scientifique Marjorie et James Sanger